# Avenida Baralt (Caracas)
Avenida Baralt es el nombre que recibe una importante arteria vial localizada en el Municipio Libertador al oeste del Distrito Metropolitano de Caracas al centro norte del país sudamericano de Venezuela. Recibe esa denominación en honor de Rafael María Baralt importante escritor y político venezolano autor del primer diccionario de galicismos del español, y el primer hispanoamericano en ocupar un sillón de Número en la Real Academia Española.

## Descripción

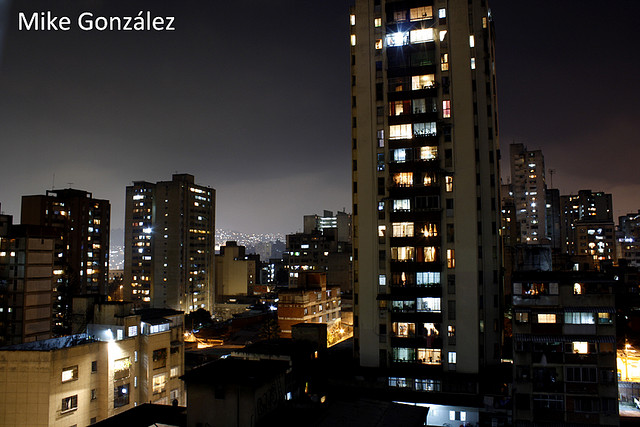
Vista nocturna de la avenida y los edificios cercanos

Se trata de una vía de transporte carretero que comunica la Avenida Boyacá con el distribuidor Baralt a la altura de la Autopista Francisco Fajardo y la Avenida José Antonio Páez. Se conecta también con la Avenida Universidad, Avenida Urdaneta, Av José Gregorio Hernández, Avenida San José del Ávila, y la calle Los Eucaliptus.
Entre los puntos de interés se pueden mencionar Colegio San José del Ávila, el Tribunal Supremo de Justicia, la sede del Ministerio de Finanzas, la estación de Metro de Caracas Capitolio, la plaza Francisco de Miranda, el Servicio Administrativo de Identificación, Migración y Extranjería (Saimae), el Liceo Antonio Arraiz, el Instituto Nacional de Nutrición, el Mercado de Quinta Crespo, Plaza Caracas entre otros.
Esquinas de norte a sur:
- Dos Pilitas
- Guanábano
- Truco
- Balconcito
- Cuartel Viejo
- Puente Llaguno
- Piñango
- Muñoz
- Pedrera
- Gorda
- San Pablo
- Miranda
- Maderero
- Bucare
- El Carmen
- Quinta Crespo